# Облога Бреслау

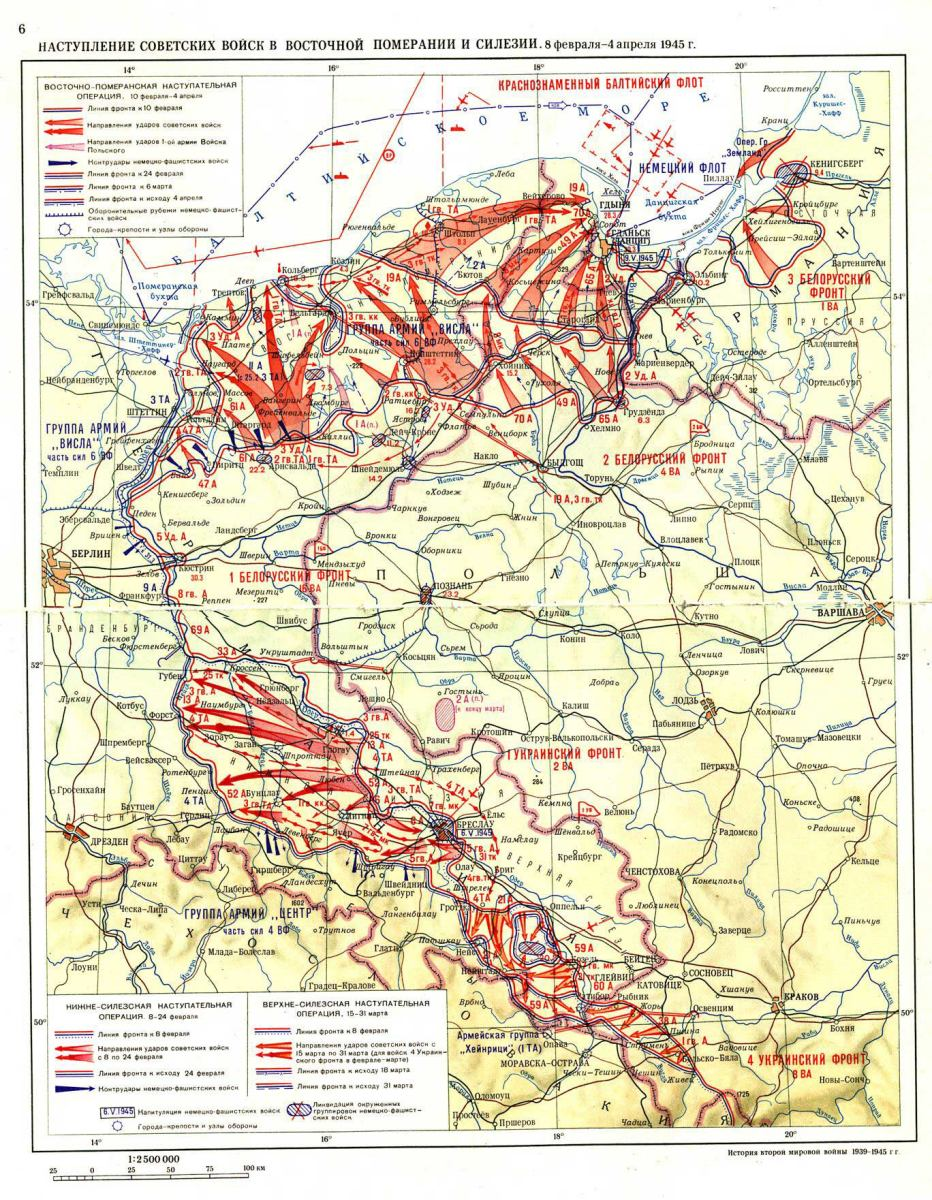
Німецько-радянський фронт взимку-весною 1945 року

Облога Бреслау (нім. Schlacht um Breslau) — тримісячна облога радянськими військами міста Бреслау в Нижній Сілезії. Бої за опанування важливим транспортним та індустріальним центром південно-східної Німеччини відбувалися на заключному етапі німецько-радянської війни; частина стратегічного наступу Радянської Армії у Нижній Сілезії.

## Історія

### Підготовка міста
У серпні 1944 року Адольф Гітлер оголосив 600-тисячне місто Бреслау, столицю Сілезького промислового району, та одне з найважливіших міст держави, «фортецею» (нім. Festung), утримання якої повинно здійснюватися за будь-яку ціну й ніколи не здаватись ворогу. Гауляйтера Бреслау К. Ганке, який очолював Нижню Сілезію з 1941 року, він визначив «міським бойовим командиром» (нім. Kampfkommandant).
19 січня 1945 року, на фоні потужного наступу радянських військ на Східному фронті, цивільне населення Бреслау поринуло в евакуацію, тисячі людей тікали з міста.
Солдати вермахту, спираючись на підрозділи фольксштурму і нечисленну силу чоловіків, що залишилися в місті, а також за підтримки рабської праці ув'язнених навколишніх примусових та концентраційного таборів, починають перетворення міста у військову фортецю для тривалої оборони проти радянського наступу. При цьому велика частина площі в центрі міста була зруйнована і перетворена на аеродром. Також наприкінці січня полк гітлер'югенду був направлений для надання допомоги у захисті Бреслау. Місто мало ширину 70 км і завдовжки понад 100 км і вся її територія була суцільно забудована залізобетонними спорудами промисловості та житловими будинками масивної кам'яної кладки, котрі були найзручнішими для оборони і найскладнішими при наступі.
«Фортеця Бреслау» міцно прикривала 303 мости через Одер і його притоки, останню велику водну перешкоду на шляху до Берліна.
Бреслау споконвічно готувався для кругової оборони. Була створена розгалужена мережа опорних пунктів у місті і передмістях, прикритих польовими протитанковими укріпленнями і численними ходами сполучення. Усе це разом з укріпленнями всередині міста створювало глибину оборони. Після уроків Сталінграда, було вжито всіх необхідних заходів, що запобігали можливостям розчленувати місто на сектори і знищення його угруповання, що тримають оборону по частинах. Була розвинена розгалужена мережа спостережних пунктів, що забезпечувала швидке зосередження вогню артилерії на будь-якій точці міста. У дахах будівель були зроблені проломи і на горищах встановлені міномети. Кулемети, які встановлювали в будівлях, перетворених на опорні пункти, були добре захищені й дозволяли створювати зону суцільного вогню на вулицях. Будинки, перетворені в опорні пункти, мали певні гарнізони, здатні отримувати поповнення і надавати допомогу сусідам. Був також враховано той факт, що при прориві в місто танки противника могли діяти тільки на певних напрямках, що дозволяло вести успішну протидію навіть при обмеженій кількості протитанкових засобів. Позиції протитанкової артилерії перебували в опорних пунктах і на танконебезпечних напрямках. Своєчасно було доставлено велику кількість ручної протитанкової зброї.
2 лютого генерал-майор Ганс фон Альфен став начальником гарнізону фортеці Бреслау. Він був особисто відібраний на цю посаду командувачем групи армій «Центр» Фердинандом Шернером.

### Передумови

Штурм Бреслау. Лютий-травень 1945

23 січня 1945 року війська 1-го Українського фронту маршала Конєва І. С. у ході боїв за Одер вийшли до річки на ділянці між Оппельн і Олау. Розвиваючи наступ, Червона армія поступово розширила фронт і до 28 січня передові підрозділи вийшли на підступи до Бреслау й захопили плацдарм у районі Штейнау. Попри те контратаки двох німецьких корпусів, які намагалися стримати просування військ Червоної армії, Бреслау і Глогау були оточені і сили вермахту повільно відходили на Захід.

### Початок облоги
13 лютого 1945 року розпочалась облога Бреслау, після того, як частини 6-ї (генерал-полковник Чистяков І. М.) і 5-ї гвардійських армій (генерал-полковник Жадов О. С.) за підтримки 7-го і 4-го гвардійських танкових корпусів, відтіснивши 57-й танковий корпус вермахту генерала танкових військ Ф.Кірхнера, перерізали шосе на Герліц, замкнули кільце оточення навколо Бреслау.
Для ліквідації оточеного гарнізону та захоплення міста маршал Конєв І. С. виділив тільки одну 6-ту армію, якою командував генерал-лейтенант Володимир Глуздовський, тому що основні сили 1-го Українського фронту продовжували наступ у напрямку Берліна.
За доповідями німецьких «язиків» було відомо, що «гарнізон фортеці» який утримував Бреслау становив 35 000 військовослужбовців вермахту і 10 тисяч вояків фольксштурму. Всього до гарнізону входили знов сформована 609-та піхотна дивізія, частини 269-ї піхотної дивізії, навчальні та резервні підрозділи, 1-й фортечний полк Ваффен-СС «Бесселейн», укомплектований добровольцями з Франції та Нідерландів, 38 батальйонів фольксштурму (в кожному по 400 осіб), підрозділи гітлер'югенда, поліції, наземні частини Люфтваффе і залишки розбитих у попередніх боях частин, що виявились в оточенні.
Німецькі війська загалом мали 32 артилерійські батареї, складені нібито з застарілих німецьких, а також трофейних радянських, польських, югославських та італійських гармат. У гарнізоні нібито не було ніяких танкових підрозділів, за винятком роти з 15 штурмових гармат StuG III різних типів і 2 танків Tiger I Ausf E, відремонтованих на заводі FAMO (нім. Fahrzeug- und Motoren-Werke GmbH).
За іншими оцінками в плутанині німецького відступу в Бреслау разом з різними і тиловими частинами виявилося оточене до 80 тис. солдатів вермахту і СС і понад 80 тис. мобілізованих для оборони міста цивільних осіб. Для оборони були залучені всі місцеві поліцейські, загони «гітлер'югенда» і навіть пожежники.
У грудні 1944 року в місто було доставлено 50 керованих самохідних протитанкових мін «Goliaph». Існувала також можливість отримання підкріплень повітрям, так як незадовго до початку облоги почалося будівництво злітно-посадкової смуги на центральній вулиці міста Кайзерштрассе. Перший час гарнізон забезпечувався по повітрю і навіть отримав поповнення у вигляді двох батальйонів парашутистів. Так, 28 лютого на імпровізований аеродром на Кайзерштрассе десантували на планерах і транспортних літаках Ju-52, 2-й і 3-й парашутно-десантні батальйони зі складу 9-ї парашутної дивізії.

### Перший штурм
16 лютого 1945 року радянськими військами була здійснена спроба першого штурму обложеного міста. Як і передбачало німецьке командування, — вперед пішли танки зі штурмовими групами на броні. Укріплення в передмістях Бреслау були швидко прорвано й за місто почалися затяті вуличні бої. Тільки в перші три дні було знищено 76 радянських танків, в основному на вулицях міста від вогню «Панцефаустів» і «Панцершреків», протитанкових і зенітних гармат, а також штурмових гармат, які швидко міняли свої позиції. Основними секторами боїв стали промисловий район міста і аеродром у передмісті.
Проаналізувавши перші вуличні бої радянське командування дійшло висновку, що Бреслау з ходу не взяти, необхідно терміново міняти саму тактику штурму, підтягнути до участі в боях більш потужні САУ, спеціальні саперні частини і вогнеметні підрозділи.
Незабаром для боїв у місті були задіяні спеціальні штурмові батальйони інженерно-саперних бригад (у Бреслау — 62-га окрема інженерно-саперна бригада), бійці і командири яких (1-й і 2-й батальйон кожної бригади) були спеціально підготовлені для боїв у міських умовах і опанування потужних довгострокових укріплень противника.

### Наступні штурми
Протягом перших 2-х тижнів боїв радянські війська втратили 162 танки, в основному знищених на вулицях міста і близько 4 000 воїнів піхоти. З початку березня під впливом перших невдач, Червона армія змінила тактику і зайнялася поступовим придушенням опорних пунктів вогнем артилерії по квадратах і застосуванням тактики видавлювання противника в центр міста з використанням штурмових груп за підтримки саперних підрозділів. В ролі добірних штурмових частин були введені в бій 3 батальйони морської піхоти Червонопрапорного Балтійського флоту.
При штурмі, який тривав три місяці, з лютого по травень 1945 року, з обох сторін застосовувалося найновітніша та найдосконаліша на той час зброя. Для підтримки наступаючої піхоти 6-ї радянської армії до міста прибули важкий самохідний і танковий полки (13 танків ІС-2 і 8 самохідок ІСУ-152), а також шість 280-мм мортир Бр-5, що вели вогонь бетонобійними снарядами вагою 246 кг.
Вогнем артилерії була виведена з ладу посадкова смуга на Кайзерштрассе, спроба будівництва німцями нового аеродрому в центрі міста була успішно припинена діями радянської артилерії і штурмовою авіацією. Німецькі війська чинили шалений опір, з боєм залишаючи будинок за будинком, однак доля міста вже була вирішена.
Щоб уникнути марних втрат під час штурмових дій, радянські підрозділи зміну вогневих позицій танки і САУ здійснювали лише в тому випадку, коли всі будівлі, поверхи, підвали і горища були «зачищені» піхотою від «фаустників» противника. Зачистки ці проводилися штурмовими групами із застосуванням усіх наявних сил і засобів, підвали і будинки, де розміщувались опорні пункти німецьких військ підривалися за допомогою вибухівки, закидалися гранатами, випалювалися вогнеметами, німці у своїй більшості показали себе мужніми противниками, навіть у найбезнадійніших ситуаціях вони вважали за краще загинути в бою, ніж здатися в полон.
Цікаво застосовувались радянськими військами під час боїв на вулицях Бреслау танки і САУ. Вони нерідко виконували роль тарана, який проробляє проходи в огорожах і барикадах. Вогнем своїх гармат радянська бронетехніка руйнувала міцні цегляні стіни будинків і парканів, даючи можливість піхотинцям і артилеристам просочуватися на об'єкти, які атакували, і вести ближній бій з противником.
Авіація Люфтваффе практично із самого початку облоги організували повітряний міст для евакуації поранених, доставляння продуктів, боєприпасів та важливого майна. За 76 день повітряних перевезень, аж до 1 травня 1945 року, літаки здійснили понад 2 000 літако-вильотів до Бреслау, доставивши більше 1 486 тонн вантажів.
Активні бойові дії в Бреслау точилися практично безперервно з 16 лютого по 1 травня 1945 року і лише 30 квітня, чекаючи закінчення війни, радянські війська перейшли до оборони в основному в південній і західній частинах міста Бреслау. Вся інша частина міста залишалася в руках німців.
30 квітня радянське командування направило гарнізону Бреслау вимогу капітулювати. Німці відмовилися. Вони збиралися вести боротьбу до останньої людини. Тоді на фортецю обрушилася радянська авіація. День і ніч вона прасувала залишалися в руках німців квартали. 1 травня 1945 року перші піхотні підрозділи за підтримки танкістів пробилися до Одеру. Залишки захисників Бреслау переправилися на східний берег річки, де укріпились.

### Капітуляція
5 травня 1945 року до радянських позицій вийшли німецькі парламентарі з проханням про капітуляцію. 6 травня гауляйтер Карл Ганке зумів втекти з фортеці на спеціально приготованому для цього літаку Fi 156 «Шторьх»; але за тиждень він зник безвісти в районі Праги.
6 травня 1945 року, «фортеця Бреслау», котра тримала оборону 80 діб в оточенні повністю капітулювала, комендант гарнізону генерал Герман Ніхоф підписав наказ про капітуляцію. За час облоги і вуличних боїв радянські війська втратили загиблими понад 5 тис. осіб. Втрати німецьких військ становили понад 6 тис. загиблими і понад 23 тис. пораненими. У полон здалися майже 40 тис. німецьких солдатів і офіцерів. Серед цивільного населення цифри втрат дуже різняться, і варіюються від 17 000 до 80 000 чоловіків.
7 травня 1945 року, в Москві особливим наказом Верховного головнокомандувача на честь військ, які брали участь у боях за оволодіння Бреслау, було дано урочистий артилерійський салют.